# ТВ Пирот
Телевизија Пирот је регионална телевизија која емитује програм на подручју пиротског управног округа.
ТВ Пирот основана је 1997. године, а њен оснивач била је општина Пирот. 
Емитовање програма са пуном програмском шемом почело је 22. септембра 1999. године.
На подручју које покрива својим сигналом, ТВ Пирот има 120.000 потенцијалних гледалаца и једна је од најгледнијих локалних телевизија у Србији.
Телевизија Пирот била је прва дигитална телевизија.
Због неиспуњавање уговорних одредби о продају, раскинут је уговор о приватизацији телевизије Пирот.
Програм се данас емитује сваког радног дана од 07:00-00:30 сати, суботом од 10:00 до 00:30, а недељом од 15:00 до 00:30 
Доминантни су информативни садржају који чине 60 процената целокупног програма телевизије
Више од пола коришћеног материјала на телевизији, производи сама телевизија Пирот.
Телевизија Пирот покренула је организовање “Пиротске школе документарног филма” у којој је настало доста квалитетних и награђиваних филмова.

## Програм

### Информативни програм
- Вести
- Дневник
- Хроника Пирот на длану
- Јутарњи програм
- Гост у студију
- У фокусу
- Хомо политикус
- Ваш проблем

### Емисије
- Суботажа
- Мултивизор
- Агросат
- У царству знања
- Лужничка хроника
- Спортска планета
- Лимијеров излог
- Бизнис клуб
- Брејкдаун

## Спољашне везе
- Званична презентације града Пирота
- Сајт ТВ Пирот
- Удружење историчара Пирота